# Сливени
Слѝвени (на гръцки: Κορομηλιά, Коромилия, катаревуса: Κορομηλέα, Коромилеа, до 1928 година Σλίβενη, Сливени, на албански: Slivanji) е село в Егейска Македония, Република Гърция, в дем Костур, област Западна Македония.

## География
Селото е разположено на 700 m надморска височина в Костурската котловина и отстои на 7 километра западно от град Костур на левия бряг на Рулската река (или Бистрица), в западното подножие на планината Саракина, тъкмо след края на пролома Берик. На половин километър над Сливени е разположен манастирът „Свети Никола“. На 4 km северно в Дъмбенската планина е крепостта Градища.

## История

### В Османската империя
В XV век в Сливени са отбелязани поименно 71 глави на домакинства. В османските данъчни регистри от средата на XV век Сливени е споменато с 27 глави на семейства и двама неженени Папа Сивлия, Йорг, Тодор, Пелегрин, Джаин, Радомир, Джурко, Йорг, Тодор, Стайо, Алекса, Яно, Тодор, Добро, Михо, Никола, Раде, Стамат, Михо, Нико, Никифор, Добро, Кирк (Герг), Филип, Манол, Алекса, Добри, Петре, Койо и Никола, и три вдовици Кала, Мара и Мара. Общият приход за империята от селото е 1776 акчета. Горно Сливени е споменато с 10 глави на семейства и един неженен: Леко, Михо, Йорг, Спасе, Стайо, Лекос, Томчо, Добро, Маврангел, Филип и свещеника Андон с 670 акчета данък.
В края на XIX век Сливени е албанско мюсюлманско село, изолирано сред околните български села. Жителите му албанци идват по времето на Али паша Янински, завладяват селото и прогонват българските му жители.
В „Етнография на вилаетите Адрианопол, Монастир и Салоника“, издадена в Константинопол в 1878 година и отразяваща статистиката на населението от 1873 г., Славени (Slavéni) е посочено като село в Костурска каза с 35 домакинства и 105 жители мюсюлмани. Според статистиката на Васил Кънчов („Македония. Етнография и статистика“) в 1900 година Сливени има 270 жители арнаути мохамедани.
На Етнографската карта на Битолския вилает на Картографския институт в София от 1901 година Сливени е чисто турско село в Костурската каза на Корчанския санджак с 60 къщи.
Гръцка статистика от 1905 година представя селото като изцяло турско 400 жители. Според други гръцки сведения в селото има 35 мюсюлмански славофонски семейства. Според Георги Константинов Бистрицки Сливени преди Балканската война има 52 албаномохамедански къщи.
Сливенският манастир е база на гръцките андартски чети и затова в 1905 година е опожарен от четите на ВМОРО. Сливенските албанци, може би под влияние на Албанското възраждане, подобно на тези от костенарското изолирано албанско село Вичища спазват неутралитет към революционните борби на съседите си българи.
По време на Балканската война 1 човек от Сливени се включва като доброволец в Македоно-одринското опълчение.
В 1915 година костурчанинът учител Георги Райков пише:
| „ | 1 ч. на северозапад от с. Жупанища по течението на р. Бигла е разположено с. Сливени, смесено с турци и българи. Турците говорят албански язик. Населението си имаше своя българска църква и свещеник, българско училище и учител. За духовен началник признаваха българския Екзарх Йосиф I. Насреща, оттатък р. Бистрица (Девол), която се намира на запад, е гр. Хрупища, а около него български села, главното от които с. Нестрам. | “ |

На етническата карта на Костурското братство в София от 1940 година, към 1912 година Сливени е обозначено като албанско селище.

### В Гърция
През войната селото е окупирано от гръцки части и остава в Гърция след Междусъюзническата война. Боривое Милоевич пише в 1921 година („Южна Македония“), че Сливени има 15 къщи арнаути мохамедани. През 20-те години мюсюлманските му жители се изселват и на тяхно място са настанени гърци бежанци от Турция, сред които 15 семейства от село Имера, Понт. В 1928 година селото е почти изцяло бежанско с 304 жители бежанци от 315 или според други данни изцяло бежанско с 80 семейства и 337 души.
Населението традиционно се занимава със земемеделие и в по-малка степен със скотовъдство.
През 1928 година селото е прекръстено на Коромилия. През Втората световна война селото пострадва от италианските наказателни отряди.
По време на Гръцката гражданска война част от жителите на селото го напускат, а 30 деца от селото са изведени от комунистическите части извън страната като деца бежанци.
| Име       | Име         | Ново име  | Ново име  | Описание                              |
| --------- | ----------- | --------- | --------- | ------------------------------------- |
| Сливенско | Σλιβέντζικο | Месотопос | Μεσότοπος | местност ЮЗ от Сливени и С от Четирок |

| Година    | 1913 | 1920 | 1928 | 1940 | 1951 | 1961 | 1971 | 1981 | 1991 | 2001 | 2011 | 2021 |
| --------- | ---- | ---- | ---- | ---- | ---- | ---- | ---- | ---- | ---- | ---- | ---- | ---- |
| Население | 420  | 430  | 315  | 496  | 338  | 382  | 326  | 330  | 341  | 349  | 342  | 308  |

## Личности
Родени в Сливени
- Наум Костов (1882 – ?), македоно-одрински опълченец, хлебар, Нестроева рота на 7 кумановска дружина[28]
- Никола Наки, влах, православен, арестуван преди април 1904 година, обвинен като „един от членовете на българския бунтовнически комитет“, осъден от Извънредния съд на 5 години каторга, лежал в Битолския затвор, амнистиран с общата амнистия от 12 април 1904 година[29]

Починали в Сливени
- Вангел Мангов (1912 – 1947), гръцки комунист